# Публий Петроний Турпилиан (консул 61 г.)
Публий Петроний Турпилиан (на латински: Publius Petronius Turpilianus; * 25 г.; † 68 г.) е сенатор и генерал на Римската империя по времето на император Нерон.

## Биография
Син е на Публий Петроний (авгур, суфектконсул 19 г.) и Плавция, дъщеря на Авъл Плавций (консул 1 пр.н.е.) и Вителия и сестра на първия управител на Британия Авъл Плавций. Брат е на писателя Тит Петроний Арбитер (суфектконсул 60 г.) и на Петрония, съпруга на император Авъл Вителий.
През 61 г. Публий Турпилиан е консул от януари до юни заедно с Луций Юний Цезений Пет. След тях стават суфектконсули за юли/август Гней Педаний Фуск Салинатор и Луций Велей Патеркул. Петроний е изпратен след това в Британия като управител 61 г. до 63 г. През 63 г. е най-главният управител (curator aquarum) на водоснабдяването на Рим. След прекратяване на Пизонския заговор Нерон го награждава с триумф ornamenta triumphalia.